# Incidente ferroviario di Crevalcore
L'incidente ferroviario di Crevalcore è stato un incidente ferroviario, dovuto a errore umano, verificatosi in località Bolognina di Crevalcore, sulla ferrovia Bologna-Verona, il 7 gennaio 2005, in un giorno di nebbia (la visibilità era compresa tra 50 e 150 metri), che causò la morte di 17 persone e il ferimento di altre 80.

## Antefatti
La ferrovia Bologna-Verona, parte del pianificato "Corridoio 1" (Berlino-Palermo), all'inizio del 2005 era ancora per circa due terzi del suo percorso a semplice binario (ossia, detto impropriamente, solo un 'unico binario' collegava le varie stazioni e località di servizio); la messa in opera del nuovo Sistema Controllo Marcia Treno (SCMT) era prevista sulla tratta per il 2006, in ritardo rispetto ai tempi previsti dal piano di ammodernamento 2001-2005, per mancanza di sufficiente personale specializzato. Non era presente nemmeno il sistema di ripetizione dei segnali in macchina (RSC).

## Descrizione

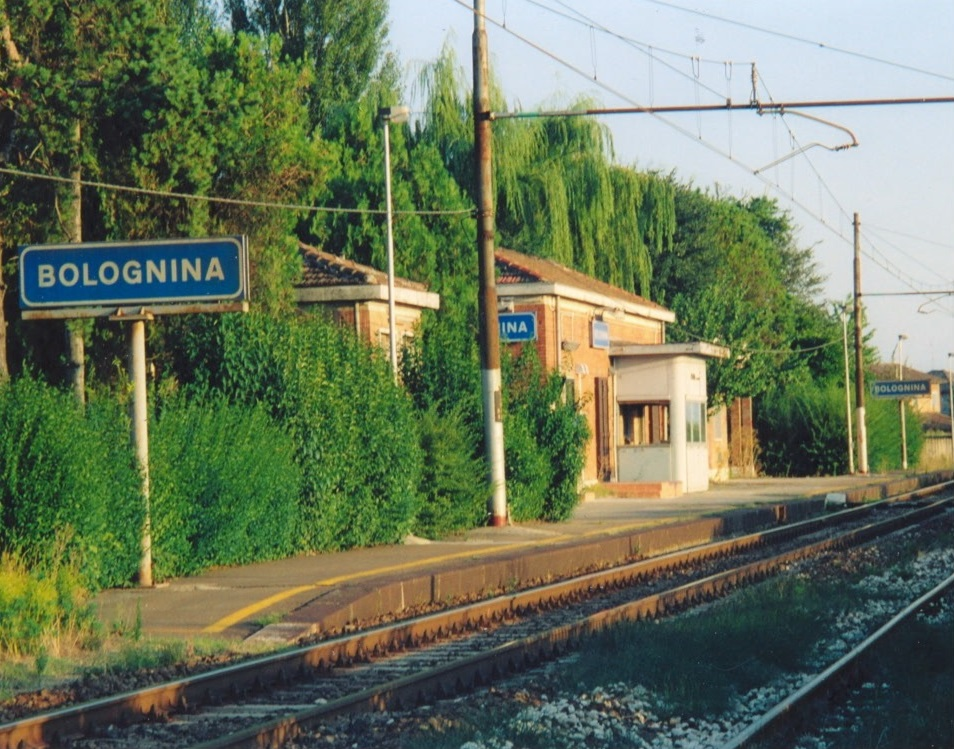
La stazione di Bolognina, qui fotografata nel 2007, due anni dopo il tragico evento

Alle ore 12:53 del giorno di venerdì 7 gennaio 2005, il treno interregionale IR 2255, proveniente da Verona e diretto a Bologna, che trasportava circa 200 passeggeri, all'altezza dell'ex stazione di Bolognina di Crevalcore (Bologna), adibita a posto di movimento, si scontrò frontalmente con il treno merci 59308 proveniente da Roma che procedeva in senso contrario. A seguito dell'impatto, la locomotiva del treno merci, la carrozza semipilota e la seconda carrozza del treno interregionale furono completamente sventrate e distrutte. L'incidente provocò la morte di 17 persone, tra cui i macchinisti dei due treni, mentre altre 80 rimasero ferite nello scontro. Le operazioni di soccorso durarono fino al mattino seguente.

### Dinamica
Gli atti processuali, in particolare la sentenza 1160/09 del Tribunale di Bologna, consentono di comprendere che la dinamica dell'incidente fu la seguente.
Nella tratta tra Nogara e Tavernelle Emilia della linea Verona-Bologna, che all'epoca era a semplice binario (ossia, detto impropriamente, a binario unico), venne deciso di far incrociare il treno passeggeri IR 2255 e il treno merci 59308, che stavano avanzando in senso opposto, presso il posto di movimento di Bolognina (una ex stazione non più abilitata al servizio passeggeri), impianto predisposto per gli incroci dinamici, cioè per il transito contemporaneo di due treni in direzione opposta, con predisposizione di due itinerari convergenti (uno in corretto tracciato, l'altro in deviata). Il posto di movimento di Bolognina era telecomandato, con telecomando di tipo punto-punto, dal dirigente movimento della stazione di San Felice sul Panaro.
Per poter effettuare l'incrocio, al treno merci 59308 venne predisposto l'itinerario per l'ingresso in deviata verso il 2º binario, mentre all'IR 2255 venne predisposto l'itinerario di ingresso in corretto tracciato verso il 1º binario. Nel rispetto del tipo di segnalamento in servizio nel PM di Bolognina al momento dell'incidente, il treno passeggeri IR 2255 incontrò, nell'ordine, il segnale di avviso del posto di movimento Bolognina (che serve da preavviso al segnale di protezione) disposto al verde (avviso di via libera in corretto tracciato senza limitazioni di velocità), poi il segnale di protezione disposto al giallo (pre-avviso di via impedita a 1200 metri ed avviso di riduzione di velocità, che ha lo scopo di consentire l'arresto del mezzo entro lo spazio previsto) ed infine il segnale di partenza disposto al rosso (conferma di via impedita).
Nonostante i segnali fossero stati regolarmente disposti come previsto dal regolamento italiano in vigore all'epoca, il macchinista ed il capotreno (regolarmente seduto in cabina di guida, con il compito, tra le altre cose, di effettuare un controllo di sicurezza delle azioni del macchinista) dell'IR 2255 non rispettarono le prescrizioni imposte, non riducendo la velocità, superando indebitamente il segnale di partenza disposto al rosso (via impedita) ad una velocità superiore ai 100 km/h, tallonando il deviatoio (e distruggendolo, in quanto non tallonabile), predisposto per il transito in deviata sul 2º binario del treno merci 59308 incrociante (cosa che provocò sicuramente un certo frastuono), e finendo per urtare frontalmente il treno merci che stava procedendo come previsto in senso contrario alla velocità di 30 km/h, obbligatoria in quell'impianto per l'ingresso in deviata.

### Vittime
- Equizio Abate, 47 anni
- Bianca Bairam, 26 anni
- Claudia Baraldini, 36 anni di Finale Emilia
- Diana Baraldini, 30 anni di Finale Emilia
- Daniel Burali, 21 anni di Mirandola
- Mauro Bussolari, 52 anni
- Paolo Cinti, 49 anni - capotreno
- Ciro Cucciniello, 43 anni
- Vincenzo De Biase, 46 anni - macchinista
- Anna Martini, 30 anni di San Martino Spino, frazione di Mirandola
- Alberto Mich, 50 anni di Trento
- Bruno Nadali, 50 anni di Mantova
- Mario Santi, 46 anni
- Andrea Sancini, 32 anni - professore del Liceo Pico di Mirandola
- Francesco Scaramuzzino, 32 anni - capostazione di San Felice sul Panaro
- Matteo Sette, 27 anni
- Donatello Zoboli, 32 anni di Finale Emilia

## Procedimenti giudiziari

### Processo principale
Le indagini della magistratura si sono concluse nel 2010, con la richiesta di rinvio a giudizio per omicidio colposo e disastro colposo di sette dirigenti e funzionari locali di RFI:
- Per tre dirigenti della Direzione Compartimentale di Bologna l'accusa era di aver predisposto una stazione a binario unico automatizzata negli incroci fra treni senza prevedere sistemi di segnalazione e orientamento per i macchinisti in caso di scarsa visibilità;
- A quattro funzionari (dirigenti movimento delle stazioni limitrofe) venne invece imputata la mancata segnalazione telefonica della presenza del treno merci sulla linea.

Il processo si è concluso nel 2011 con l'archiviazione per i vertici di RFI e sette avvisi di conclusione delle indagini, riconoscendo il doppio errore umano dei ferrovieri alla guida del treno passeggeri, i quali non rispettarono le prescrizioni imposte dai segnali ferroviari disposti correttamente come da regolamento in vigore. I familiari delle vittime hanno criticato duramente la sentenza.
Vi fu un dibattito tra i periti del tribunale sulla possibilità che le innovazioni tecnologiche che erano state introdotte nel posto di movimento di Bolognina avessero potuto abbassare il livello di sicurezza di esercizio della rete e di quell'impianto in particolare. A Bolognina infatti il sistema di gestione degli incroci era passato dal consentire l'ingresso in stazione di un treno alla volta (caso in cui il personale del primo treno ad entrare nell'impianto deve azionare un comando chiamato R.A.R., sigla di Rilevamento Attraversamento a Raso, e solo dopo che tale comando è stato azionato il regolatore della circolazione può predisporre l'itinerario per l'ingresso del secondo treno) al permettere i cosiddetti "incroci dinamici", che prevedono l'ingresso contemporaneo di due treni provenienti da direzioni opposte (a Bolognina venne rifatto il piano del ferro con due nuovi deviatoi e fu aumentata la distanza tra i segnali e il punto da proteggere). La perizia Diana-Praitoni chiarì che tale accusa (prospettata dalla perizia Rizzo-Sarti) era infondata in quanto l'incidente di Crevalcore era avvenuto a causa solo e soltanto del mancato rispetto dei segnali da parte del personale del treno IR 2255, cosa che si sarebbe verificata anche se i due convogli non fossero entrati contemporaneamente nell'impianto, e che anzi l'arretramento dei segnali rispetto al punto protetto aveva aumentato la sicurezza intrinseca del posto di movimento.

### Altre indagini
La Polizia ferroviaria evidenziò nelle indagini che sulla stessa linea ferroviaria, tra il 1999 ed il 2004, si erano verificati altri cinque eventi classificati come "SPAD", cioè superamenti di segnali disposti a via impedita per errore del personale di condotta, che non avevano avuto conseguenze infauste; ben quattro di essi erano avvenuti tra i mesi di gennaio e febbraio, maggiormente soggetti al fenomeno della nebbia.

## Conseguenze

### Rinnovamento della linea Bologna-Verona
Successivamente all'incidente di Crevalcore, i lavori per il raddoppio dei binari della ferrovia Bologna-Verona ripresero dopo oltre 2 anni di interruzione e vennero completati dopo pochi anni, tra il 2007 e il 2008.
Come spesso avviene a seguito di incidenti con perdite di vite umane, il disastro di Crevalcore diede l'avvio ad una serie di modifiche ai regolamenti ferroviari e ad una forte spinta verso le innovazioni nei sistemi di sicurezza della circolazione, in particolare alla massiccia estensione del Sistema di controllo della marcia del treno (SCMT).

### Modifica al Regolamento Segnali
In estrema sintesi, venne eliminata la possibilità che un segnale di partenza disposto al rosso potesse essere pre-avvisato da un segnale di avviso disposto al verde; in tutti questi casi il segnale di avviso fu reso sempre e solo giallo (colore che indica la necessità di doversi arrestare a breve). Nel dettaglio venne modificata una caratteristica peculiare del segnalamento ferroviario italiano, portando all'eliminazione dell'aspetto di verde per i segnali di avviso puro nel caso in cui essi siano seguiti da un segnale di protezione disposto al giallo (pre-avviso di via impedita) su linee non dotate della ripetizione dei segnali in macchina (RSC). Questo aveva lo scopo di eliminare la possibilità che gli agenti di condotta dei treni, incontrando un segnale disposto al verde e successivamente non individuando (a causa delle condizioni atmosferiche o per altri motivi) o non rispettando un segnale di prima categoria di protezione disposto al giallo, potessero arrivare ad un segnale di partenza disposto al rosso con una velocità tale da non permettere l'arresto del convoglio in tempo utile. La sequenza dei segnali che un treno in ingresso in una stazione incontrava passò da avviso verde, protezione giallo e partenza rosso ad avviso giallo lampeggiante, protezione giallo e partenza rosso. Il segnale di avviso verde fu quindi eliminato e sostituito (con modifiche apportate su tutta la rete) dal segnale di avviso a luce gialla lampeggiante (già previsto in particolari situazioni d'impianto) in tutti i casi in cui un treno, su un percorso sprovvisto di ripetizioni segnali in macchina (RSC), incontrava un segnale di avviso in un itinerario di ingresso in corretto tracciato con obbligo di fermata al successivo segnale di partenza. La successiva massiccia introduzione del sistema SCMT con velocità di rilascio di 10 km/h ha portato anni dopo all'eliminazione in molti impianti di tale "espediente", ripristinando il verde nei segnali di avviso ed eliminando la riduzione della velocità.
Quanto invece al sistema SCMT, l'attrezzaggio delle linee, che era cominciato a partire dal 2003, ebbe un notevole impulso soprattutto a causa delle polemiche, molte delle quali apertamente strumentali, che divamparono dopo l'incidente di Crevalcore. Va infatti ricordato che le ferrovie italiane presentavano dati di incidentalità in linea con quelli europei e in costante miglioramento e che la sicurezza era pur sempre garantita dalla presenza di due operatori in cabina di guida, i quali controllavano a vicenda il proprio operato ed ognuno poteva intervenire se l'altro commetteva errori o non si trovava più nelle condizioni psicofisiche ideali. Un evento come quello accaduto aveva quindi una probabilità di verificarsi molto bassa, in quanto si erano avuti due errori uguali commessi in sequenza da due individui diversi impegnati nella stessa attività, nello stesso luogo e nello stesso momento. Anche con il sistema SCMT, inoltre, la sicurezza, per quanto molto più elevata, non può essere totale, dato che, per esempio, in caso di guasto al SCMT è impossibile muovere il treno ed esistono dei comandi "di soccorso" che permettono di escludere tale sistema per poter movimentare il convoglio, quindi la sicurezza torna ad essere affidata solo all'attenzione del personale di condotta. In un grave incidente accaduto sulla linea del Brennero a Borghetto di Avio, ad esempio, fu proprio l'errato utilizzo dei comandi di inserimento/esclusione delle apparecchiature di sicurezza, sommato ad un ulteriore errore degli agenti di condotta, a generare un grave incidente.
Le polemiche tuttavia ebbero comunque l'effetto di aumentare la velocità con cui il sistema SCMT si diffuse nella rete nazionale. La "corsa" all'attrezzaggio delle linee, se da un lato ebbe indubbi effetti di sistema, dall'altro portò ad un esorbitante aumento dei costi, in quanto se dal punto di vista pratico l'utilità in tema di sicurezza del SCMT era ed è tuttora innegabile, la componentistica interna e di piazzale ha raggiunto un'affidabilità accettabile solo a poco a poco, nel corso di svariati anni e grazie a sostanziali modifiche hardware e software.

### Aspetti psicologici del disastro
I sopravvissuti ed i soccorritori intervenuti a Crevalcore hanno riferito di aver sperimentato gravi disagi psicofisici a causa dell'atmosfera particolare ed inquietante che si creò sul luogo del disastro, dove furono subito inviati degli psicologi per fornire supporto. I dati raccolti sulla scena dell'incidente di Crevalcore sono stati poi utilizzati come caso di studio per la Facoltà di Psicologia dell'Università di Bologna.
Le reazioni dei superstiti furono molto varie: alcuni di essi mostrarono incredulità su quanto appena avvenuto, altri rimasero scioccati in silenzio, altri ancora manifestarono comportamenti come piangere e dichiarare di ritenere di essere sopravvissuti grazie ad un miracolo divino oppure mettersi in cerchio per ringraziare la Vergine Maria. Una delle principali cause di disturbi post-traumatici fu la sensazione di impotenza da parte dei superstiti nel cercare di aiutare i feriti. Alcuni sopravvissuti sperimentarono il cosiddetto "senso di colpa del sopravvissuto", cioè la convinzione di aver potuto essere maggiormente di aiuto a chi ha avuto una sorte peggiore della propria, sensazione spesso presente in chi si salva da gravi catastrofi.
Ai vigili del fuoco ed ai medici accorsi sul luogo del disastro, i resti dei due treni apparirono molto più grandi del reale, emergendo dalla nebbia "come una scena di un film", come affermato da un soccorritore valutato da psicologi dell'Università di Bologna.
La pressione psicologica venne gestita meglio dai soccorritori con maggiore esperienza e/o intenti a lavorare con maggiore concentrazione sui compiti a loro assegnati. Alcuni vigili del fuoco continuarono a lavorare ben oltre i consueti limiti, cercando di soffocare i propri sentimenti con il lavoro eccessivo. I soccorritori meno esperti o meno addestrati vissero maggiori stati di confusione e il trauma di fronte all'enormità della improvvisa tragedia causò problemi logistici, rallentando in parte le operazioni.
Vennero documentate anche allucinazioni tra i vigili del fuoco e i soccorritori (ad esempio, un vigile del fuoco raccontò di aver visto una testa umana mozzata fluttuare sopra i rottami mentre alcuni soccorritori parlarono di resti umani ingigantiti), inducendo alcuni casi di isteria di massa. Le grida dei feriti furono ritenute una delle cause principali delle disfunzioni psicologiche tra i soccorritori.
Dopo l'incidente di Crevalcore, sono state introdotte nuove procedure di gestione dello stress e di consulenza psicologica per aiutare i soccorritori a far fronte meglio alle conseguenze derivanti da questo tipo di incidente, passando dal controllo autogestito dello stress (ad esempio, sulla necessità di mantenere una "dura" presa di posizione di fronte ai compagni di lavoro) ad un approccio basato sul gruppo (un approccio di questo tipo implica la realizzazione di "cerimonie" per aiutare le persone coinvolte a razionalizzare le esperienze scioccanti).

#### La "diciottesima" vittima
Il macchinista Alberto Guerro, un caro amico dei conducenti del treno merci morti nell'incidente, si è impiccato cinque giorni dopo il disastro. Guerro aveva già sofferto di depressione post-traumatica dopo essere stato coinvolto nel deragliamento di Lavino di Mezzo (Bologna), avvenuto poco più di otto mesi prima, e la sorte tragica dei suoi amici è stata ritenuta un fattore importante nel portarlo al suicidio. Per tale motivo egli è a volte ricordato come la diciottesima vittima di Crevalcore. 

## Il ricordo

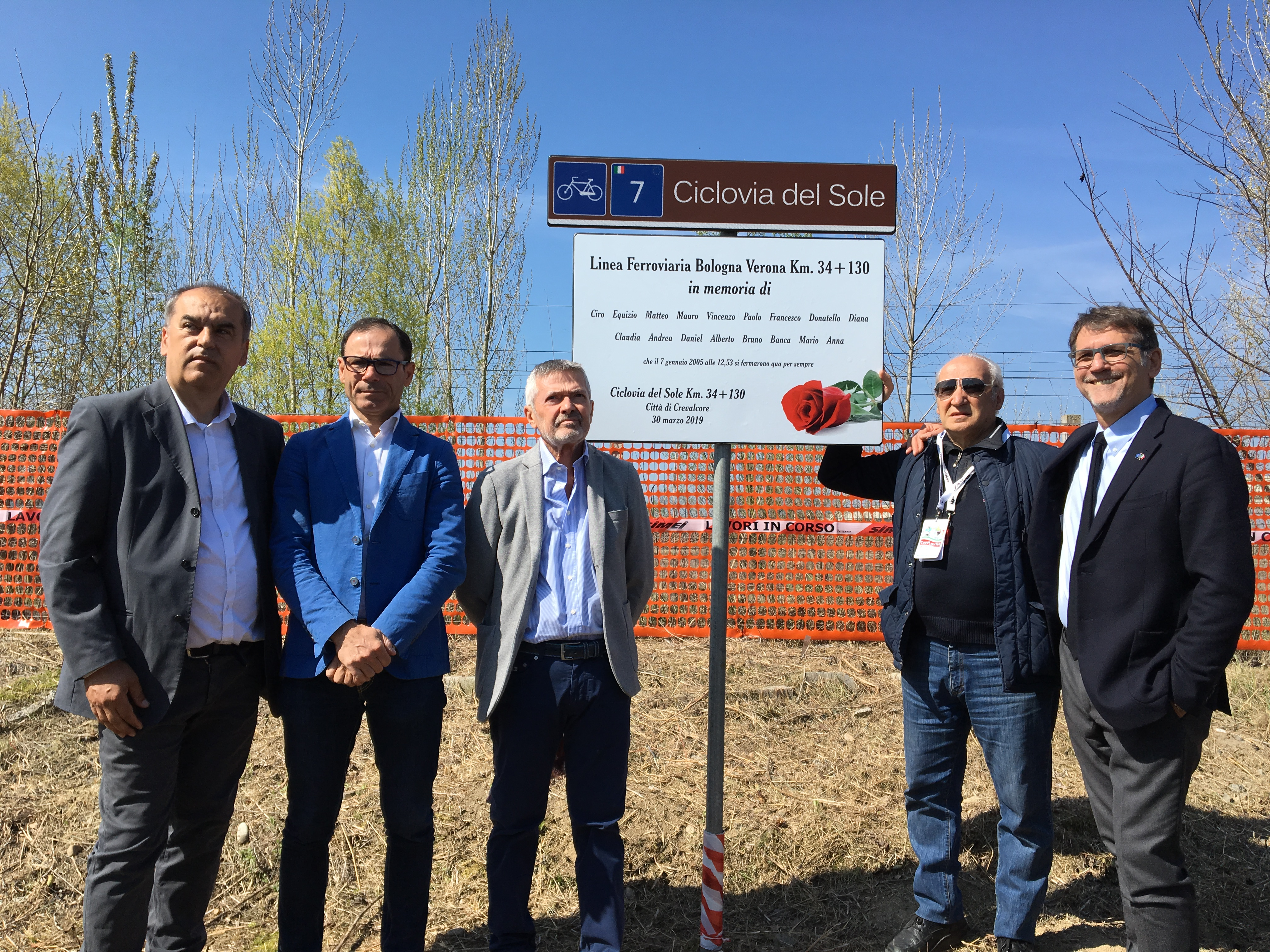
Inaugurazione della Ciclovia del Sole (tratto emiliano da Mirandola a Osteria Nuova)

Alle vittime del disastro è stato dedicato il "Parco 7 gennaio 2005" nei pressi della ex stazione di Bolognina. Il comune di Crevalcore ha posizionato un cippo con i nomi delle vittime nel parco, dove il 7 gennaio di ogni anno si svolge una cerimonia commemorativa.